# 佐々木善丈
佐々木 善丈（ささき よしたけ、1969年10月7日 - ）は、京都府京都市出身の元アマチュア野球選手・指導者である。ポジションは投手。

## 来歴・人物
京都西高等学校では2年春に第58回選抜高等学校野球大会で準々決勝へ進むが新湊高校を相手に延長13回ボークによって決勝点を奪われ敗退した。翌春も連続出場。卒業後は1年浪人後に明治大学に入学する。1992年の春季リーグでチームの優勝に貢献し、ベストナインにも選ばれた。同年の日米大学野球選手権大会の全日本メンバーにも選ばれた。同期の主将が古沢淳であり、1年上の三輪隆、1年下の柳沢裕一とバッテリーを組んだ。鳥越裕介も1年下。
大学卒業後は、社会人野球の三菱自動車川崎に入団し、1993年の都市対抗では大会優秀選手に選ばれた。
その後は、三菱ふそう川崎でコーチを務めた。